# Litauische Badmintonmeisterschaft 2014
Die Litauische Badmintonmeisterschaft 2014 fand vom 1. bis zum 2. Februar 2014 in Vilnius statt. Es war die 52. Austragung der nationalen Titelkämpfe von Litauen im Badminton.

## Medaillengewinner
| Disziplin    | Gold                                    | Silber                                 | Bronze                                   |
| ------------ | --------------------------------------- | -------------------------------------- | ---------------------------------------- |
| Herreneinzel | Kęstutis Navickas                       | Edgaras Slušnys                        | Povilas Bartušis                         |
| Dameneinzel  | Akvilė Stapušaitytė                     | Vytautė Fomkinaitė                     | Gerda Voitechovskaja                     |
| Herrendoppel | Alan Plavin Povilas Bartušis            | Edgaras Slušnys Laurynas Sparnauskis   | Klaudijus Kašinskis Aivaras Kvedarauskas |
| Damendoppel  | Vytautė Fomkinaitė Akvilė Stapušaitytė  | Rebeka Aleksevičiūtė Gabija Narvilaitė | Indrė Starevičiūtė Rasa Šulnienė         |
| Mixed        | Ramūnas Stapušaitis Akvilė Stapušaitytė | Povilas Bartušis Vytautė Fomkinaitė    | Edgaras Slušnys Gerda Voitechovskaja     |